# Multifamiliar Presidente Alemán

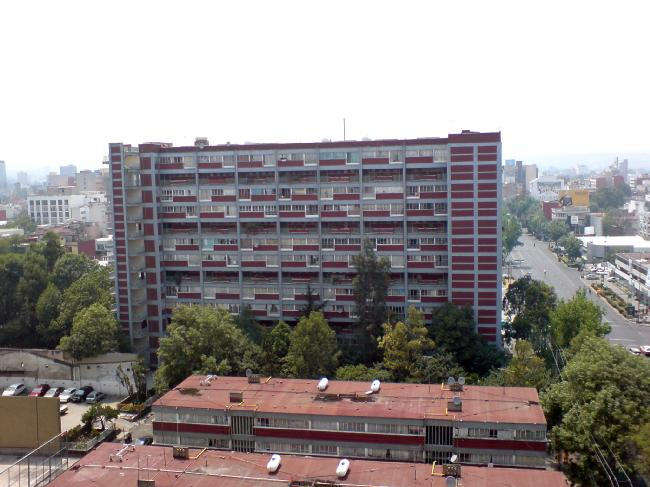
Vista del Multifamiliar Alemán, en la colonia Del Valle, al sur del Centro de la Ciudad de México.

El Centro Urbano Presidente Alemán, conocido simplemente como Multifamiliar Alemán (CUPA) es un conjunto habitacional ubicado en la colonia Del Valle, al sur del centro de la Ciudad de México, construido en 1947-1949. Fue la primera aplicación formal apegada a los principios del funcionalismo arquitectónico de Charles Edouard Jeanneret (Le Corbusier), dado que sus creadores, Mario Pani Darqui, Bernardo Quintana y Salvador Ortega, lo diseñaron basados en la Ville Radieuse.

## Memoria descriptiva
El Multifamiliar Alemán está delimitado por las calles siguientes:
- Al norte, por la avenida Félix Cuevas;
- Al sur, por la calle Parroquia;
- Al poniente, por la calle Adolfo Prieto, y
- Al oriente, por la avenida Coyoacán.[2]

## Origen del proyecto
El rápido crecimiento de la población de la Ciudad de México, que acumuló en pocos años un contingente de habitantes excesivo, sin que la industria de la construcción siguiera un ritmo paralelo, condujo al urgente planteamiento de los conflictos derivados de la deficiencia de satisfactores primarios cuya demanda excede a las posibilidades inmediatas.[cita requerida]
La resolución del problema se vuelve más difícil cuando las familias no cuentan con importantes recursos para la vida, ni con el auxilio de un espíritu de ahorro. Cuando, por otra parte, la descompensación del ciclo económico produce un alza inmoderada de los precios, determinantes de la escasez o carestía de los materiales y de la mano de obra, esto impide además el desarrollo de un programa de economía pública que asegure una pronta conjuración de la crisis de la vivienda.[cita requerida]
Para atacar en México tan arduo problema en lo que al servidor oficial se refiere, a pesar de que para el financiamiento de la vivienda burocrática no se ha dispuesto de los recursos provenientes del uso del crédito público, no se han emitido títulos que recojan en proporción estimable al ahorro privado, y a pesar, también, del elevado nivel de los precios de las materias básicas de la industria de la construcción, la entonces Dirección General de Pensiones Civiles, apoyada en su propia capacidad, vino desarrollando un cuidadoso plan cuyos benéficos resultados no tardaron en manifestarse. Sin embargo, su obra de mayores proporciones, que por sí misma representa el esfuerzo más vigoroso llevado a cabo en México para solucionar el problema de viviendas, fue en ese tiempo la que dicha dirección realizara, de 1947 a 1949, en una superficie de 40,000 metros cuadrados y con un costo aproximado de cerca de veinte millones de pesos, en terrenos de la colonia Del Valle, entre las calles Félix Cuevas, Mayorazgo (hoy, Adolfo Prieto), Parroquia y avenida Coyoacán, esto es, el Centro Urbano Presidente Alemán.[cita requerida]

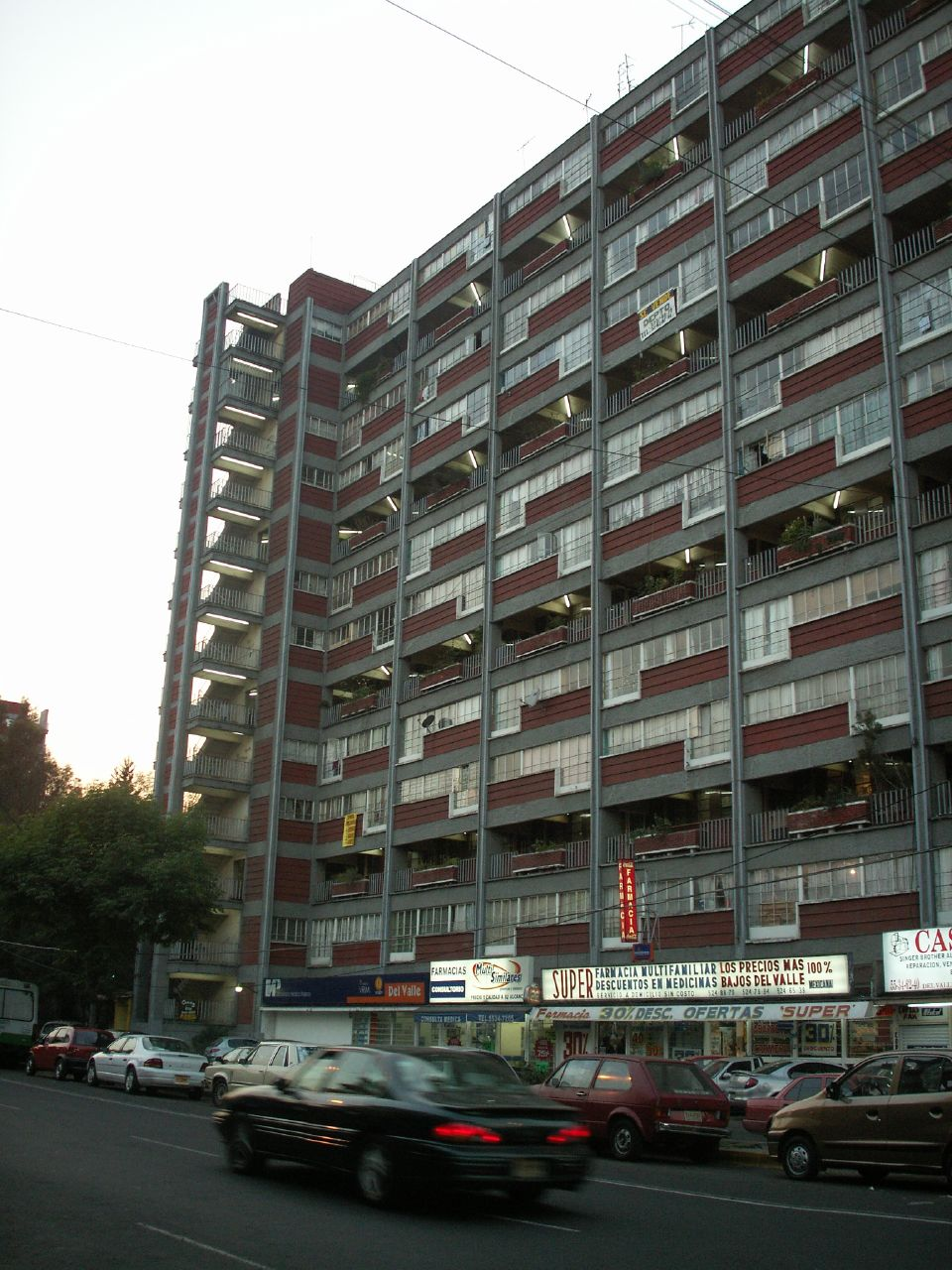
El Multifamiliar Alemán, visto desde la avenida Coyoacán.

## Historia de su construcción
El director de la junta directiva de la institución presentó a ésta, en julio de 1947, la idea de construir este grupo de edificios. Bien acogida por sus miembros y apoyada por la Federación de Sindicatos de Trabajadores al Servicio del Estado, se convocó, entre los arquitectos mexicanos para su ejecución, a un concurso de anteproyectos con especificaciones y costos.[cita requerida]
Examinados los anteproyectos presentados y en ellos analizados los elementos de tipo arquitectónico y constructivo, como son el mejor aprovechamiento del terreno, la mayor capacidad de población, las condiciones de amplitud, confort y comodidad de las viviendas, etcétera, se estudiaron los presupuestos que, además de ofrecer los costos más bajos, aseguraran una buena calidad, y la Dirección de Pensiones se pronunció por el anteproyecto del equipo del arquitecto Mario Pani.

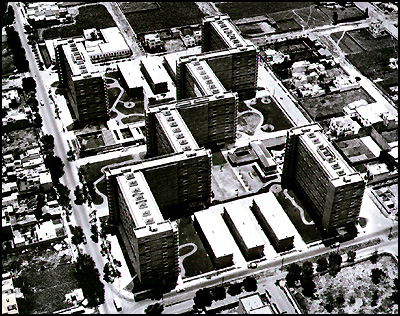
Vista aérea del Multifamiliar Alemán, recién terminado.

Su construcción inició en 1948. Fue diseñado y proyectado por el arquitecto Mario Pani Darqui, en colaboración con el arquitecto Salvador Ortega y el ingeniero Bernardo Quintana, quien fundó entonces la empresa Ingenieros Civiles Asociados (ICA), encargada de presentar un estudio que estableció la factibilidad del conjunto a la Dirección General de Pensiones. Pani tomó el modelo paradigmático funcionalista que Le Corbusier defendió con la Cité Radieuse ("Villa radiante"), hecha en Marsella, aunque agregó nuevos modelos de circulación interna para tener una ventilación adecuada de las cocinas y los baños de cada departamento mediante puentes al aire libre. El proyecto solicitado por la dependencia originalmente proyectaba 800 casas en un terreno de 40 mil metros cuadrados, contraproponiendo los arquitectos un conjunto urbano de alta densidad de mil ochenta departamentos, con una superficie de construcción de 20 por ciento y el resto de área jardinada. Tal propuesta innovadora y ecológica le valió numerosas críticas al proyecto, porque no era usual para la época.[cita requerida]

## Desarrollo del proyecto
Los lineamientos fundamentales y característicos de tal anteproyecto pueden sintetizarse en pocas palabras:
Adopción de un sistema urbanístico-arquitectónico de edificios altos, distribuidos de manera de dejar una superficie considerable de terreno libre para utilizarse en jardines, establecimiento de locales para comercios, lavandería, guardería infantil, dispensario médico, etcétera, completando el cuadro un centro escolar.[cita requerida]

## Descripción del proyecto
La solución arquitectónica desarrollada en este conjunto comprendió nueve edificios de trece pisos y seis edificios de tres pisos. De los nueve edificios altos, siete se hallan ligados en zigzag, correspondiéndoles las letras de la A a la G, sucesivamente, siguiendo una de las diagonales del terreno que los anteriores dejan libres, y los dos restantes se encuentran paralelos a cada último edificio que componen el zigzag. A estos edificios les corresponden las letras H y J.[cita requerida]
Los seis edificios bajos se agrupan paralelamente a la avenida Coyoacán, tres sobre la calle Félix Cuevas y los otros tres sobre la calle Parroquia, divididos en dos secciones, lo cual hace un total de doce condominios, correspondiéndoles las letras de la K a la V, componiendo un gran total de 1080 departamentos. Todos, tanto los altos como los bajos, siguen la línea norte-sur, permitiendo que la casi totalidad de las habitaciones vean al oriente o al poniente, y las que se encuentran en los edificios de liga ven al sur. Las construcciones ocupan, aproximadamente, sólo el 20 por ciento del terreno.[cita requerida]
De los trece pisos de los edificios altos, doce están destinados a habitaciones; la planta baja, a comercios y pórticos de circulación. Los departamentos son de dos pisos, en uno de los cuales (nivel de entrada) están la cocina y el comedor, y en el otro, subiendo o bajando, las otras dependencias (tipos "A" y "D"), De esta manera, hay en dichos edificios sólo una circulación horizontal cada tres pisos, y en toda la altura únicamente cinco paradas de elevadores.[cita requerida]
Son tres los tipos diversos de departamentos, que comprenden: 672 departamentos de un tipo condensado, ocupando una superficie de 48 m2 cada uno, que constan de comedor, estancia, dos alcobas, baño y clósets (tipo "A"); 192 departamentos situados en las cabeceras, con comedor, cocina, estancia, dos alcobas, baño, clósets y una recámara (tipos "B" y "C"), y 72 situados en los elementos de liga, que ven al sur, con idénticas localidades que los anteriores, pero con una alcoba más (tipo "D").[cita requerida]

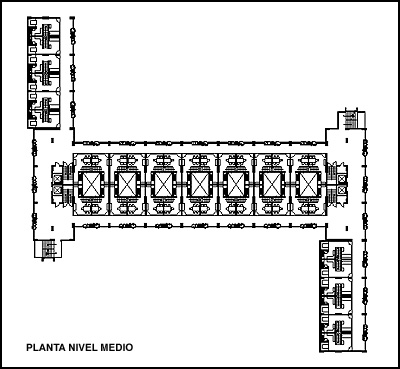
Planta general, nivel medio del CUPA.

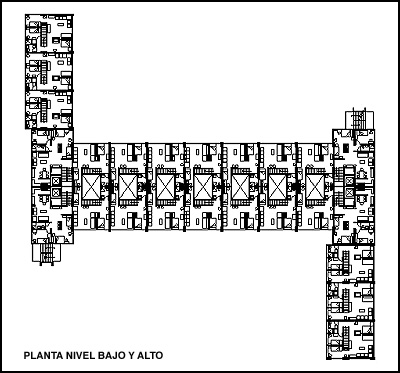
Planta general, niveles alto y bajo del CUPA.